# Mk IV (крейсерский танк)
Крейсерский танк Mk.IV (англ. Tank Cruiser Mk.IV), A13 Mk.II — британский крейсерский танк 1930-х годов, лёгкий по массе. Создан в 1938 как дальнейшее развитие конструкции танка Mk III. В ходе серийного производства в 1940—1941 годах был выпущен 271 танк этого типа. Танк отличался неудовлетворительной надёжностью и слабым бронированием, но несмотря на это стал первым сравнительно боеспособным и массовым британским крейсерским танком. Mk IV использовались в ходе Французской и Североафриканской кампаний и в обороне Греции, вплоть до замены более современными образцами и вывели из первой линии в начале 1942 года. Некоторое время танки имелись на Кипре, а также продолжали использоваться как учебные.

## Производство
Всего было заключено пять контрактов:
T.6552 (Nuffield Mechanization & Aero) — 95
Mk IV — 64 (№ T.9096 — T.9159)
Mk IVА — 31 (№ T.9160 — T.9190)
T.7854 — 80 Mk IVА (Nuffield Mechanization & Aero, № T.15215 — T.15294)
T.6551 — 31 Mk IVА (London, Midland & Scottish Railway, № T.7030 — T.7060)
T.9590 — 30 Mk IVА (Nuffield Mechanization & Aero, № T.18131 — T.18160)
T.9714 — 35 Mk IVА (London, Midland & Scottish Railway, № T.18096 — T.18130)
Производство танков началось в январе 1940 года. Последние 16 машин были сданы в январе 1941 года.

## Модификации
- Tank, Cruiser, Mark IV — базовый вариант, выпущено 64 единицы.
- Tank, Cruiser, Mark IVA — вариант с 7,92-мм пулемётом BESA вместо 7,7-мм «Виккерс», выпущено 207 единиц.

## Использовался
- Великобритания
- Германия — не менее 15 трофейных танков. 9 из них были включены в роту трофейных танков Beutepanzer-Kompanie (е), которую в 1941 году включили в состав 100-го огнеметного танкового батальона, который участвовал в нападении на СССР.